# Vettelschoß

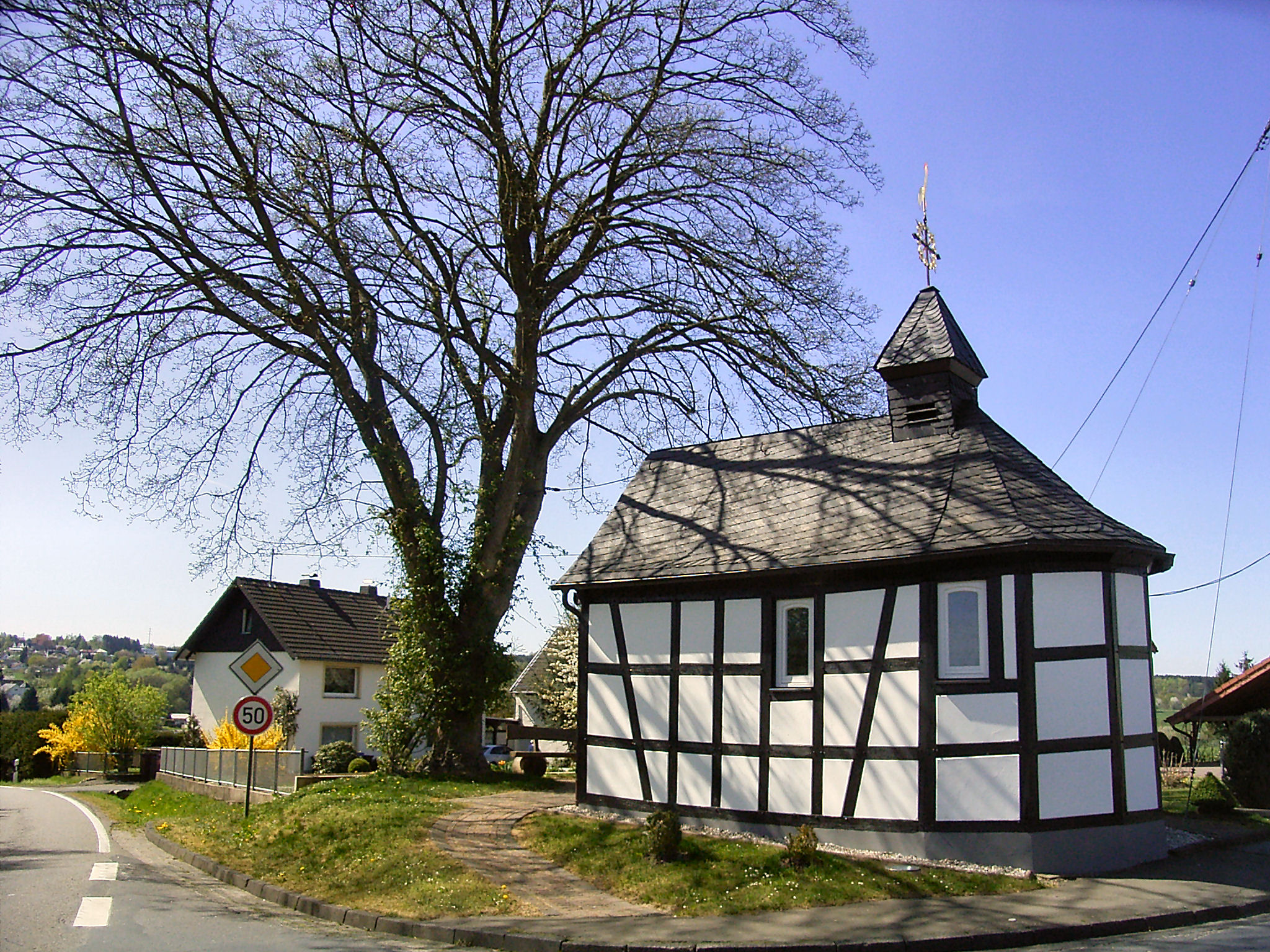
Bernhardskapelle in Willscheid aus dem Jahr 1683, das älteste Gebäude in Vettelschoß

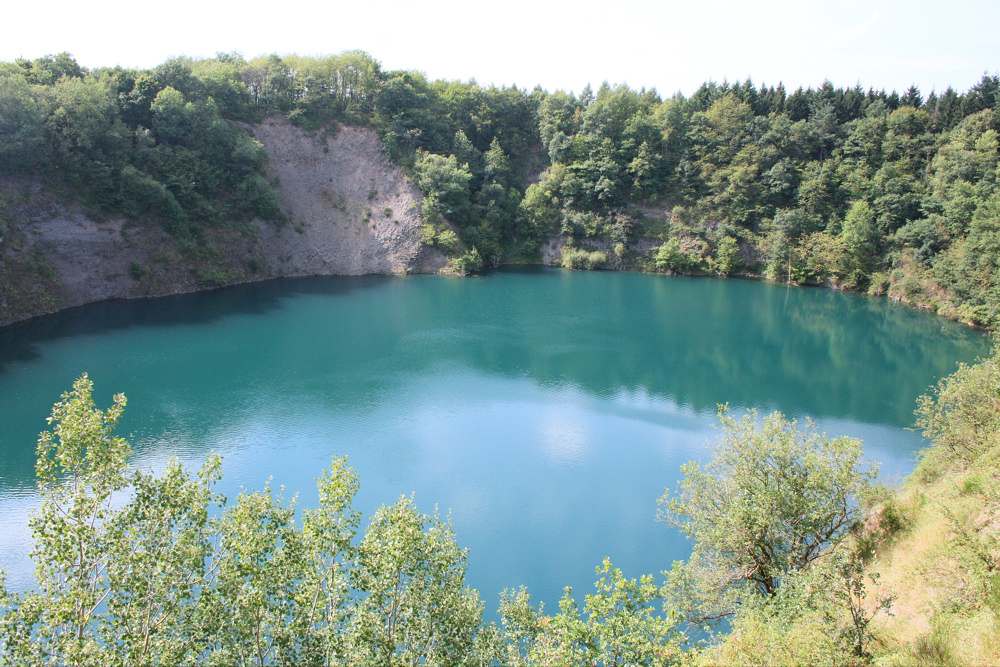
Der See im Willscheider Berg war ursprünglich ein Basaltsteinbruch

Vettelschoß ist eine Ortsgemeinde im Landkreis Neuwied in Rheinland-Pfalz. Sie gehört der Verbandsgemeinde Linz am Rhein an, die ihren Verwaltungssitz in der Stadt Linz am Rhein hat.

## Geographie
Vettelschoß liegt auf einer Höhe von etwa 300 m ü. NHN, 7 km nordöstlich der Stadt Linz am Rhein sowie 9 km südöstlich der Stadt Bad Honnef und erstreckt sich am Rand der Asbacher Hochfläche in den westlichen Ausläufern des Westerwalds. Westlich erhebt sich der Willscheider Berg (360 m ü. NHN) mit seinem Basaltsee. Das Vettelschoßer Gemeindegebiet umfasst ein von Westen nach Osten abfallendes Gelände und liegt zwischen 190 und 365 m ü. NHN. Der höchste Punkt wird auf dem Rheinwesterwälder Vulkanrücken oberhalb von Kalenborn erreicht, der niedrigste im Tal des Seelbachs bei Oberelsaff. Innerhalb der waldreichen und stark reliefierten Landschaft des Gemeindegebiets, das im Naturpark Rhein-Westerwald liegt, verlaufen 25 km Wanderwege. Über zwei mit gelbem Symbol gekennzeichnete Wanderwege in Richtung Rheinbreitbach und in Richtung Erpel erreicht man den Rheinsteig.

### Gemeindegliederung
Zu Vettelschoß gehören die Ortsteile Kalenborn, Kau, Willscheid und Oberwillscheid sowie die Wohnplätze Klaushof, Seiferhof und Willscheiderberg. Außerdem gehört ein südöstlicher Teil von Kretzhaus (Stadt Linz am Rhein) als Gemeindeteil zu Vettelschoß. Des Weiteren befinden sich in der Nähe des Seelbachs, bei dem zu Neustadt (Wied) gehörenden Ortsteil Oberelsaff, noch zwei Häuser und eine Kapelle, die ebenfalls als Gemeindeteil Oberelsaff zum Gemeindegebiet von Vettelschoß gehören.

### Ausdehnung des Gemeindegebietes
Im Westen verläuft die Gemeindegrenze weitgehend an der Landesstraße 254. Größtenteils natürliche Grenzen bilden im Norden von Vettelschoß die Bäche Erpeler Bach und Hallerbach sowie im Süden der Seelbach. 1974 bzw. 1993 kam es zu Gebietskorrekturen, die dazu führten, dass ein ehemals zur Ortsgemeinde Erpel gehörender Teil der Flur Reifstein (nahe dem gleichnamigen Forsthaus) heute zu Vettelschoß gehört.

### Nachbargemeinden
Im Süden grenzt die Gemeinde Sankt Katharinen mit ihren Ortsteilen Notscheid und Homscheid an Vettelschoß. Im Westen teilt sich die Ortsgemeinde die Grenze mit der Stadt Linz am Rhein, auf deren Gemarkung das dem Vettelschoßer Ortsteil Kalenborn benachbarte Kretzhaus liegt. Weitere Nachbargemeinden sind Erpel im Nordwesten, Windhagen im Norden und Osten sowie Neustadt (Wied) im Südosten, wobei zu letzterer nur eine sehr kurze Grenze besteht.

## Geschichte
Gräberfunde im Flurbezirk Walhelde zwischen Vettelschoß und Oberelsaff belegen eine bereits vorchristliche Besiedelung des Vettelschoßer Gemeindegebietes. Auf den in der Nähe des Ortes liegenden Bergen Hummelsberg und Asberg wurden in den 1930er Jahren von der rheinischen Provinzialverwaltung in Bonn Ringwälle untersucht, die der Hunsrück-Eifel-Kultur zuzuordnen sind und in der Zeit von 600 bis 400 v. Chr. errichtet wurden. Die Ringwälle wurden durch den Basaltabbau zerstört.
Der Ortsname stammt vermutlich aus der Zeit des späten Frühmittelalters. Die letzte Silbe lautete im 9. Jahrhundert wohl Sciotz, 960 Scoz, das im Althochdeutschen die Giebelseite eines Gebäudes bezeichnet, eigentlich einen schutzgewährenden Vorsprung. Vettel hängt zusammen mit dem gotischen fatha, mittelhochdeutsch vade oder fade für Zaun oder Scheidewand. Demnach könnte Vettelschoß so viel wie „Einhegung, die an der geschützten Seite des Willscheider Berges liegt“, bedeuten. Nach einer anderen Namensdeutung ist Vettel hergeleitet aus dem althochdeutschen Personennamen Wetilo, der gleichbedeutend ist mit Vogteipächter oder Pfandvertrag. In den Kirchenbüchern von Neustadt an der Wied finden sich für Vettelschoß auch die Schreibweisen Feddelschoß, Fettelschoß und Vetelschoß.
Die Flurnamen Beielsberg und Beielswiese, auch Bilsberg, Bilswiese, Bilsteinwiese geschrieben, könnten auf Kunigunde von Bilstein hinweisen. Deren Tochter Hedwig von Gudensberg vermachte um 1100 ihre rheinischen Besitzungen ihrem Gatten Ludwig, unter anderem auch die im späteren Amt Altenwied zu dem Vettelschoß gehörte. Die genannten Flurnamen könnten demnach auf eine Besiedlung um 1100 hinweisen.
Die erstmalige urkundliche Nennung des Ortes stammt aus einem Testament vom 25. Mai 1344, in dem eine Cristina de Vertilschos (= Christine von Vettelschoß) – Inklusin in Dattenberg – ihre Besitztümer verschiedenen Personen und Klöstern vermachte.
Weitere Urkunden, in denen Personen aus Vettelschoß genannt werden, stammen aus den Jahren 1418, 1434 und 1540.

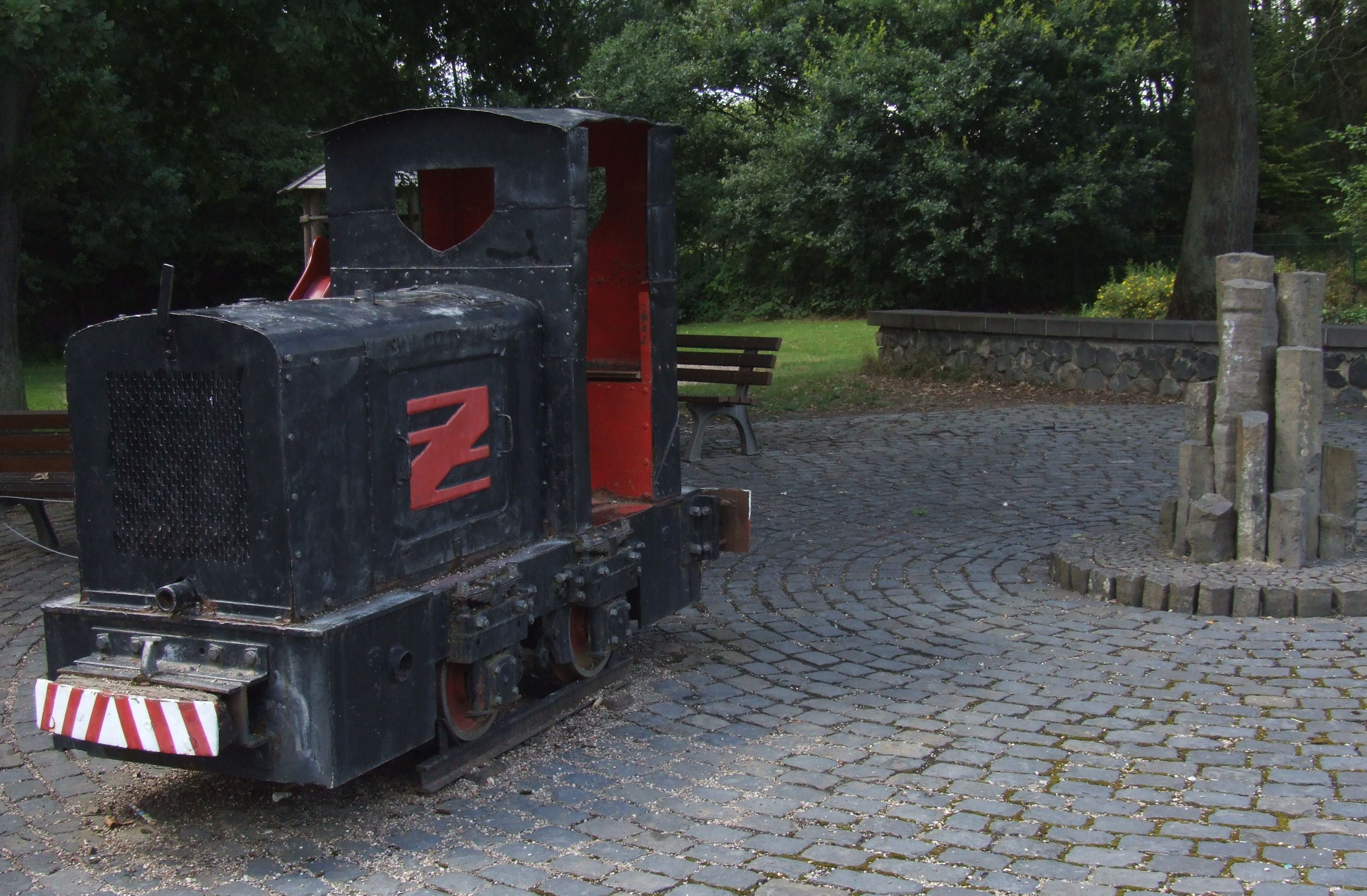
Diesellok von 1940 für den Basalttransport vom Willscheider Berg

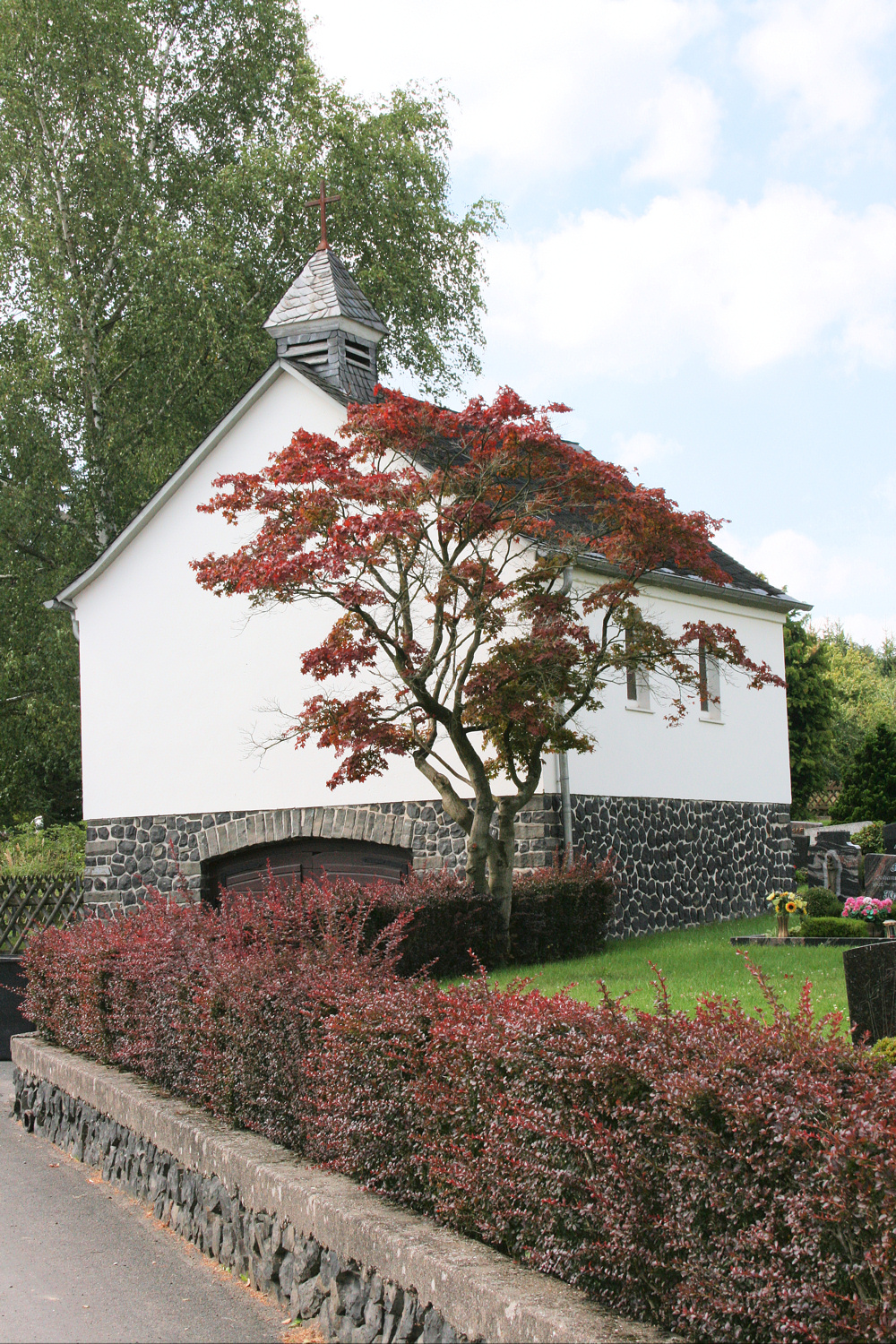
Die Kapelle auf dem alten Friedhof in Vettelschoß hat Grundmauern aus Basalt

### 17. bis 19. Jahrhundert
Im 17. Jahrhundert gehörte Vettelschoß zum Kirchspiel Neustadt im Amt Altenwied, das Amt Altenwied gehörte zum Kurfürstentum Köln. Vettelschoß bildete den sog. zweiten Teil der Honnschaft Lorscheid. Auf Anordnung des Erzbischofs Maximilian Heinrich von Bayern wurde im Jahr 1660 eine Inventur aller Honnschaften im Amt Altenwied durchgeführt. Hierbei wurden für die Vettelschosser Honschaft aufgezählt:
In Seiffen (Seiferhof) eins, in Calenborn (Kalenborn) und Hambscheid (Homscheid) je zwei, in Stroeth (Strödt) fünf und in Vettelschoß elf Häuser, von denen eins nicht bewohnt war. In Wilscheid (Willscheid) gab es drei Häuser, in Oberwilscheid den Obristhof und den Untersten Hof, in Mittelwilscheid einen Hof. Lorscheidt (Lorscheid) zählte fünf Häuser, in Hinterlorscheidt gab es nur ein Haus. In Noscheid (Notscheid) und in Hilkerscheid waren alle Häuser verschwunden, es gab dort nur noch Wiesen. Einige der hier genannten Orte und Wohnplätze gehören heute zur Ortsgemeinde St. Katharinen.
Die Herrschaft Kurkölns endete 1803 nach über 500 Jahren mit dem Reichsdeputationshauptschluss. Das kurkölnische Gebiet in dieser Region wurde zunächst dem Fürstentum Wied-Runkel zugeordnet und kam 1806 aufgrund der Rheinbundakte zum Herzogtum Nassau. Die Honnschaft Lohrscheid II unterstand anschließend der Verwaltung des nassauischen Amtes Altenwied. Nach den auf dem Wiener Kongress geschlossenen Verträgen wurde das Gebiet 1815 an das Königreich Preußen abgetreten.
Vettelschoß wurde eine Gemeinde im damals neu gebildeten Standesherrlichen Kreis Neuwied (ab 1848 Kreis Neuwied) im Regierungsbezirk Koblenz und zunächst von 1817 bis 1823 von der Bürgermeisterei Altenwied, anschließend von der Bürgermeisterei Neustadt (Wied) (ab 1927 Amt Neustadt) verwaltet. Die Gemeinde Vettelschoß entsprach der vormaligen Honnschaft Lohrscheid II ohne Notscheid. 1892 erhielt Vettelschoß eine eigene Postagentur, zu deren Zustellbereich auch die Ortschaften der damaligen Gemeinde Rederscheid und ein Großteil der Gemeinde Elsaffthal gehörten.

### 20. Jahrhundert
In wirtschaftlicher Hinsicht bedeutend waren früher Basaltabbau und -verarbeitung. 1921 verkaufte Vettelschoß das Grundstück im Ortsteil Kalenborn zum Bau des Schmelzbasaltwerkes an die Schmelz-Basalt-Aktien-Gesellschaft (heute Kalenborn Kalprotect) in Linz am Rhein. Durch dieses Geld konnte sich die Gemeinde in den Jahren 1922 und 1923 den Anschluss an das Stromnetz finanzieren.
Am 7. November 1970 wurde die Ortsgemeinde im Zuge der rheinland-pfälzischen Verwaltungs- und Gebietsreform aus der aufgelösten Verbandsgemeinde (bis 1. Oktober 1968 Amt) Neustadt (Wied) der Verbandsgemeinde Linz am Rhein zugeordnet.
In den 1970er Jahren war Vettelschoß Sitz der Unternehmensgruppe Streif Haus, die mit 4.000 Beschäftigten in 8 Werken auch Neckermann-Fertighäuser herstellte. Heute liegt der Firmensitz der Streif GmbH in Weinsheim.

### Einwohnerstatistik
Die Entwicklung der Einwohnerzahl von Vettelschoß, die Werte von 1871 bis 1987 beruhen auf Volkszählungen:
| Jahr | Einwohner |
| ---- | --------- |
| 1815 | 352       |
| 1835 | 472       |
| 1871 | 541       |
| 1905 | 655       |
| 1939 | 1.131     |
| 1950 | 1.171     |

| Jahr | Einwohner |
| ---- | --------- |
| 1961 | 1.582     |
| 1970 | 2.285     |
| 1987 | 2.671     |
| 1997 | 3.435     |
| 2005 | 3.400     |
| 2023 | 3.750     |

### Konfessionsstatistik
Mit Stand 30. Juni 2005 waren von den Einwohnern 17,4 % evangelisch, 62,4 % römisch-katholisch und 20,2 % waren konfessionslos oder gehörten einer anderen Glaubensgemeinschaft an. Mit Stand November 2024 waren von den Einwohnern 15,6 % evangelisch, 43,0 % katholisch und 41,4 % waren konfessionslos oder gehörten einer anderen Glaubensgemeinschaft an. Die Anteil der Katholiken und Protestanten an der Gesamtbevölkerung ist demnach im beobachteten Zeitraum gesunken.

### Christentum
Die 1975 in Bau gegangene und 1977 eingeweihte Michaelskirche in Vettelschoß sowie die Filialkirche in Kalenborn gehören zur Katholischen Pfarrgemeinde St. Michael Vettelschoß. Die Evangelische Kirche ist mit der Johanneskirche vertreten, die 1967 zusammen mit dem Gemeinde- und Pfarrhaus erbaut wurde.

## Politik

### Gemeinderat
Der Gemeinderat besteht aus 20 gewählten Ratsmitgliedern, die bei der Kommunalwahl am 9. Juni 2024 in einer personalisierten Verhältniswahl gewählt wurden, und dem ehrenamtlichen Ortsbürgermeister als Vorsitzendem.
Die Sitzverteilung im Gemeinderat:
| Wahl | SPD | CDU | Grüne | FDP | FWG | Gesamt   |
| ---- | --- | --- | ----- | --- | --- | -------- |
| 2024 | 2   | 8   | 2     | 1   | 7   | 20 Sitze |
| 2019 | 4   | 8   | –     | 1   | 7   | 20 Sitze |
| 2014 | 5   | 9   | –     | –   | 6   | 20 Sitze |
| 2009 | 5   | 11  | –     | –   | 4   | 20 Sitze |
| 2004 | 5   | 12  | –     | –   | 3   | 20 Sitze |

- FWG = Freie Wählergruppe Vettelschoß/Kalenborn e. V.

### Bürgermeister
Norbert Rohringer (FWG) wurde am 3. Juli 2024 Ortsbürgermeister von Vettelschoß. Bei der Direktwahl am 9. Juni 2024 hatte er sich mit einem Stimmenanteil von 52,5 % gegen seinen Vorgänger durchgesetzt.
Rohringers Vorgänger Heinrich Freidel (CDU) wurde bei der Kommunalwahl 2014 mit 67,5 Prozent der Stimmen direkt gewählt und löste Falk Schneider als Ortsbürgermeister ab. Bei der Direktwahl am 26. Mai 2019 wurde er mit einem Stimmenanteil von 55,01 % für weitere fünf Jahre in seinem Amt bestätigt.

### Wappen
Das Vettelschoßer Wappen ist seit 1983 im amtlichen Gebrauch. Das Flammschwert steht für den Erzengel Michael, das Hufeisen symbolisiert die frühere Bedeutung der Landwirtschaft für den Ort und die Basaltsäulen symbolisieren den Bergbau und die Nachfolgeindustrie.

## Kultur und Sehenswürdigkeiten

### Sehenswürdigkeiten

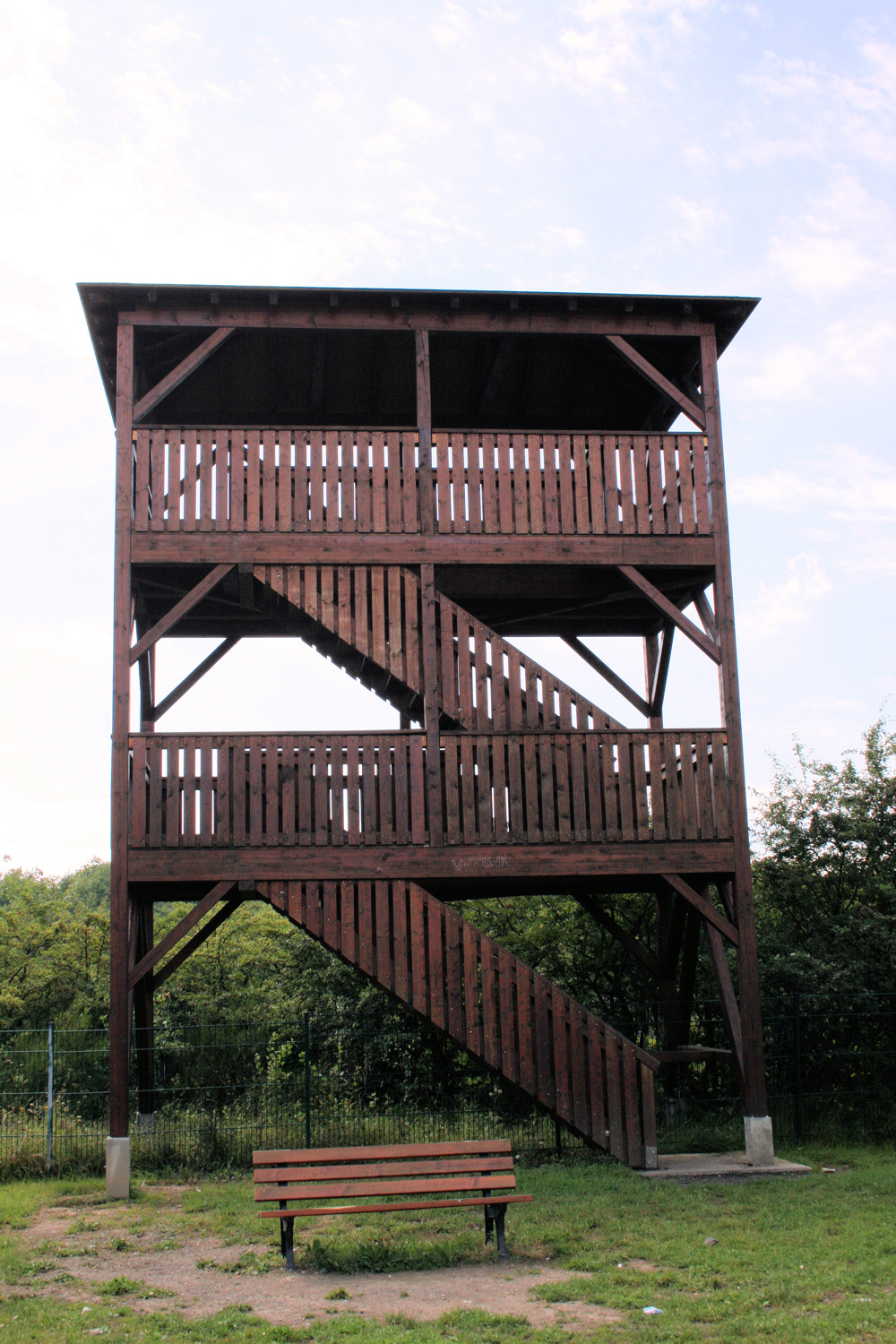
Ehemaliger Aussichtsturm auf dem Willscheider Berg
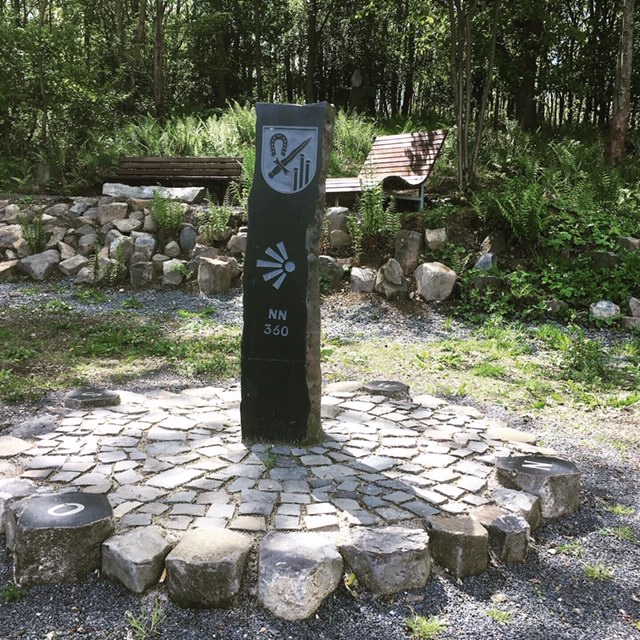
Aussichtspunkt Wäller Blick
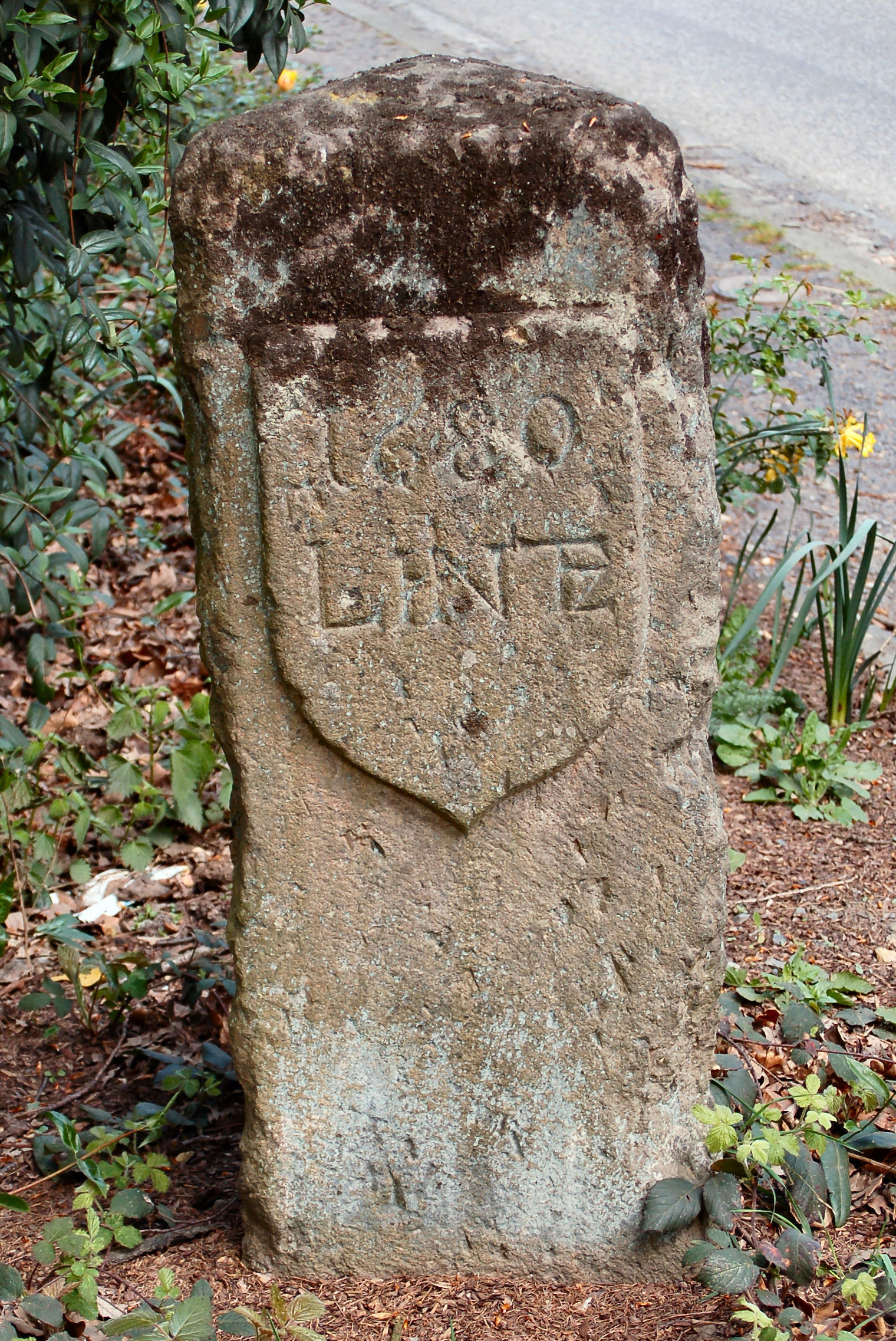
Grenzstein aus dem Jahr 1680
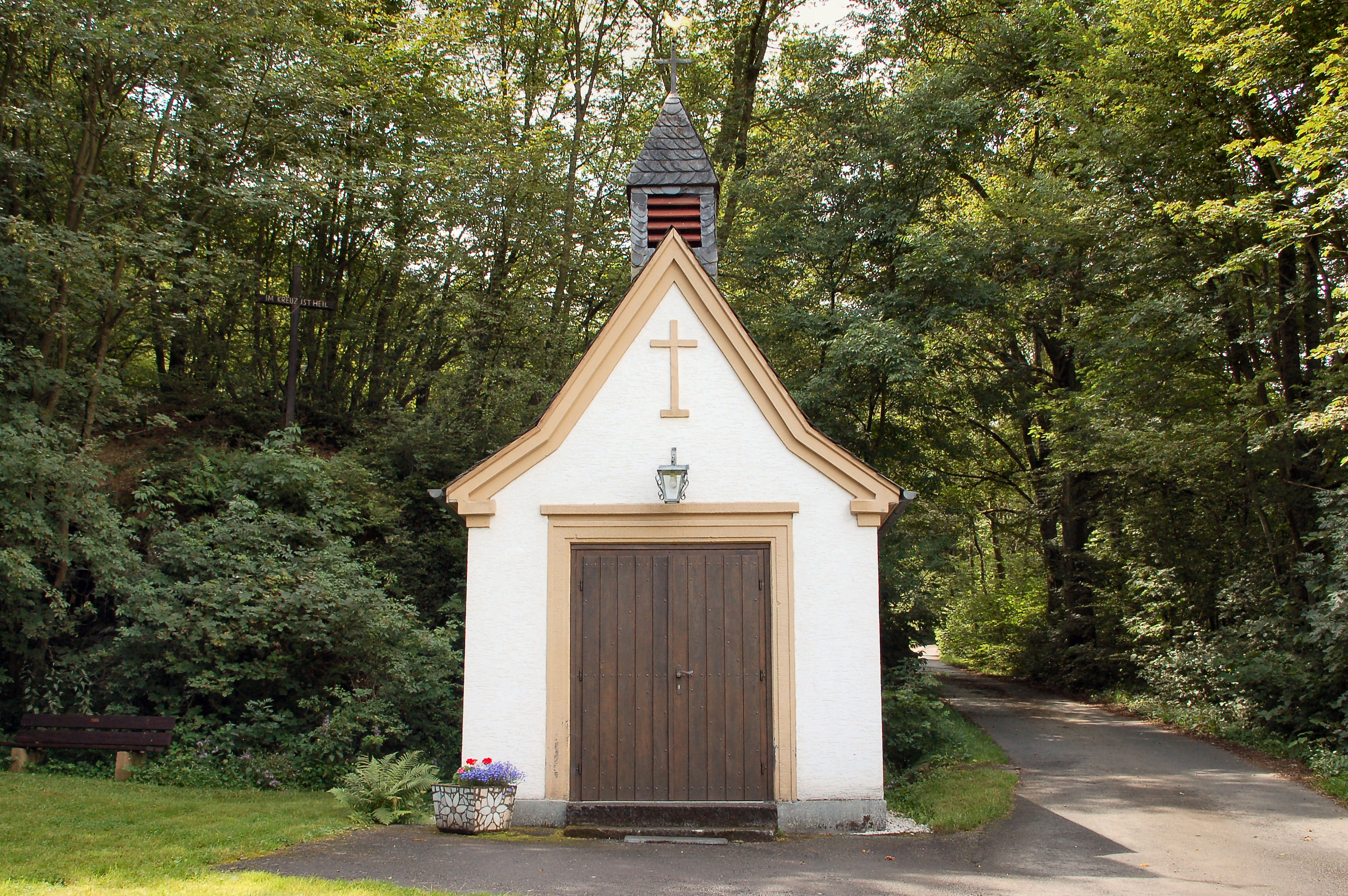
Antoniuskapelle bei Oberelsaff
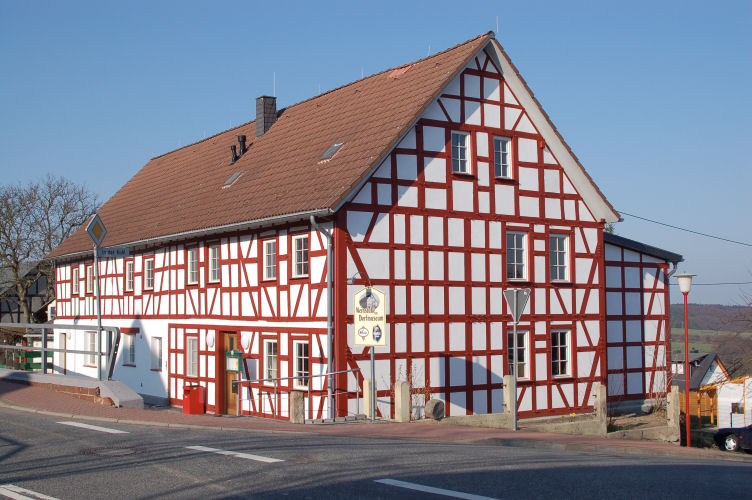
Dorfmuseum im aktuellen Zustand

Blauer SeeDer Blaue See ist aus einem der drei Basaltsteinbrüche im Ortsgebiet entstanden. Bis etwa 1940 wurde hier Basalt abgebaut, heute ist er als Natursee mit Campingplatz und einem Gastronomiebetrieb ein beliebtes Reiseziel.
Willscheider BergWestlich vom Ortskern von Vettelschoß erhebt sich der Willscheider Berg mit einer Höhe von heute 360 m ü. NHN, ursprünglich 370 m. Hier wurde bis 1974 Basalt abgebaut. Das Gebiet um den Willscheider Berg ist als Biotopkomplex sowie seit 1999 als Ausgleichs- bzw. Kompensationsfläche für ein südlich entstandenes Gewerbegebiet ausgewiesen.
Willscheider BergseeAus dem Basaltbruch ist nach der Stilllegung ein See entstanden, der etwa 50 m unterhalb des heutigen Plateaus liegt. Der See ist aufgrund der fast senkrecht abfallenden Felswände nicht zugänglich und damit ein Rückzugs- und Entwicklungsgebiet für die Tier- und Pflanzenwelt.
Aussichtspunkt „Wäller Blick“Auf der Abraumhalde des ehemaligen Steinbruchs Willscheider Berg und jetzigen Biotopkomplex wurde durch die Vettelschoßer Heinzelmännchen ein sehenswerter Aussichtspunkt angelegt. Hier kann man über den Ortsteil Vettelschoß hinweg bei gutem Wetter bis in den hohen Westerwald blicken – daher auch der Name: Wäller Blick. Der Aussichtspunkt ist barrierefrei über Waldwege erreichbar. Kostenlose Parkplätze sind am nahegelegenen Vereinshaus Willscheider Berg zahlreich vorhanden. Gut nutzbar als Ausgangspunkt für ausgedehnte Wanderungen. Rund um den Willscheider Berg gilt es viel zu entdecken. Hier wurden u. a. Ruhe- und Sinnesbänke für die Erholungssuchenden errichtet.
Grenzstein von 1680Im Ortsteil Kalenborn befindet sich ein Grenzstein aus dem Jahr 1680, der die Grenze zwischen den Ämtern bzw. Kirchspielen Linz, Neustadt und Erpel markierte. Heute berühren sich hier die Stadt Linz am Rhein und die Ortsgemeinden Vettelschoß und Erpel.
BernarduskapelleDie Bernarduskapelle aus dem Jahr 1683 steht wahrscheinlich an der Stelle einer älteren Kapelle, da in einer Urkunde aus dem Jahr 1570 bereits eine Kapelle für den Ort genannt wurde. Sie ist die einzige Fachwerkkapelle innerhalb der Verbandsgemeinde Linz am Rhein und einziges Kulturdenkmal der Ortsgemeinde Vettelschoß.:
AntoniuskapelleDie Antoniuskapelle liegt oberhalb des zu Neustadt (Wied) gehörenden Ortes Oberelsaff auf dem Gemeindegebiet von Vettelschoß. Das Innere birgt einen neugotischen Altar, der aus dem Remagener Anna-Stift stammt.
SchmitzhofDas älteste erhaltene Fachwerkhaus in Vettelschoß wurde um 1640 gebaut und war bis 1803 Besitz des Klosters St. Katharinen. Den Namen hat er von den früheren Besitzern. Die Gemeinde hat das Haus gekauft und nutzt es seit 2010 als Dorfmuseum. Um das Museum attraktiver zu gestalten, wurde in dem Gebäude auch eine Weinstube eröffnet (Stand 05/2020 leider geschlossen). Zudem findet in und rund um den aahle Schmitzhoff seit einigen Jahren am 1. Adventssonntag ein kleiner und feiner Weihnachtsmarkt statt.

### Regelmäßige Veranstaltungen

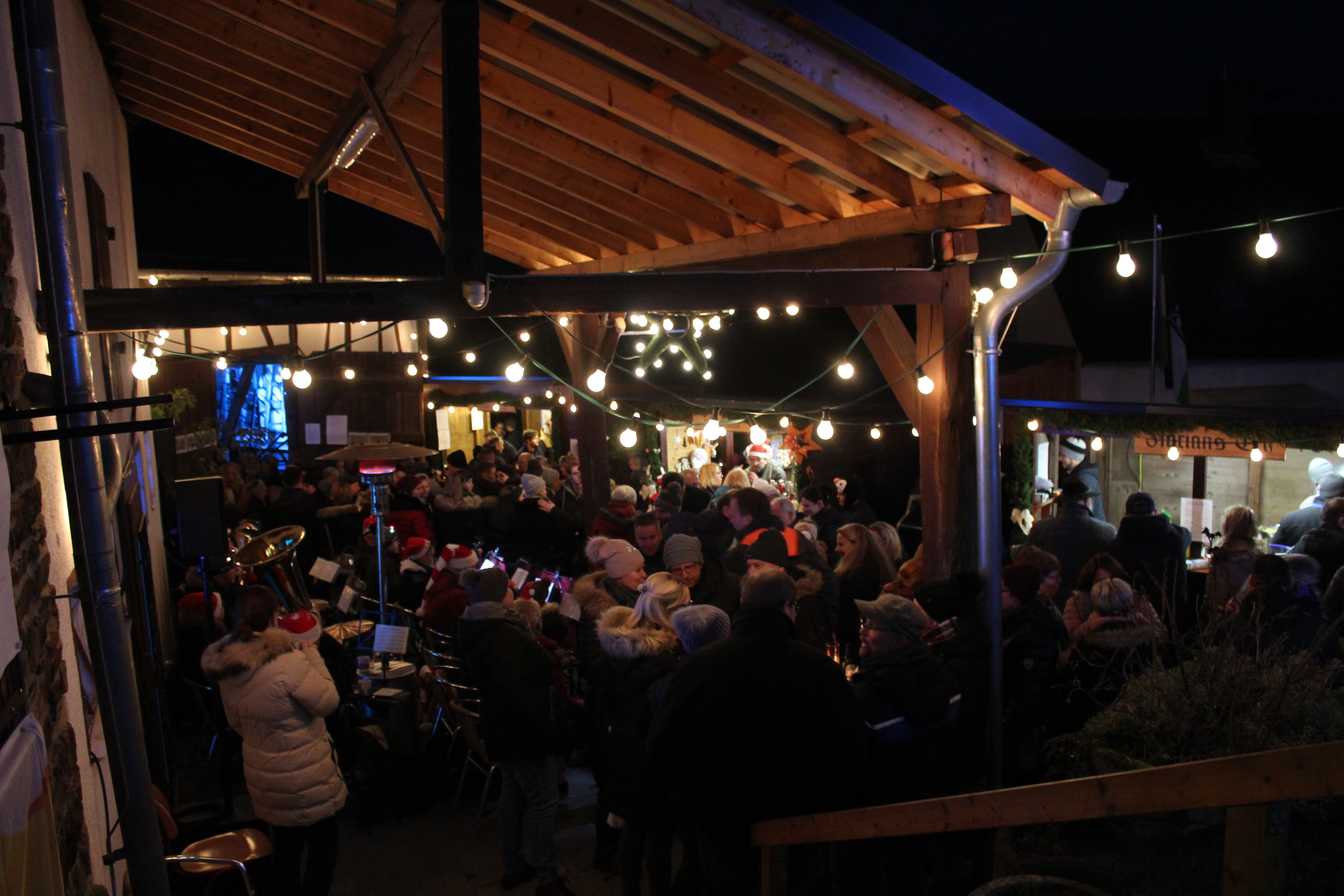
Impression vom Vettelschosser Weihnachtsmarkt am Dorfmuseum

- Kirmes in Vettelschoß: am ersten Wochenende im Oktober
- Kirmes in Kalenborn: am letzten Wochenende im Mai
- Karnevalsumzug: am Karnevalssonntag
- Weihnachtsmarkt am Dorfmuseum: am ersten Adventssonntag

## Wirtschaft und Infrastruktur

### Ansässige Unternehmen
Im Ortsteil Kalenborn ist der Sitz des im Jahr 1921 zur Herstellung von Schmelzbasalt gegründeten Unternehmens Kalenborn Kalprotect, heute einer der weltweit führenden Hersteller im Bereich des universellen Verschleißschutzes.
Das Gewerbegebiet Willscheider Berg ist ein Standort des Schuhherstellers Birkenstock. Das Unternehmen hatte im Jahr 1998 seinen Sitz von Bad Honnef nach Vettelschoß verlegt, nachdem es hier bereits 1997 ein neugebautes Auslieferungslager in Betrieb genommen hatte. Anfang 2014 wurde die Verwaltung von Vettelschoß nach Neustadt (Wied) verlegt, während Vettelschoß weiterhin als Logistikzentrum des Unternehmens dient.

### Öffentliche Einrichtungen

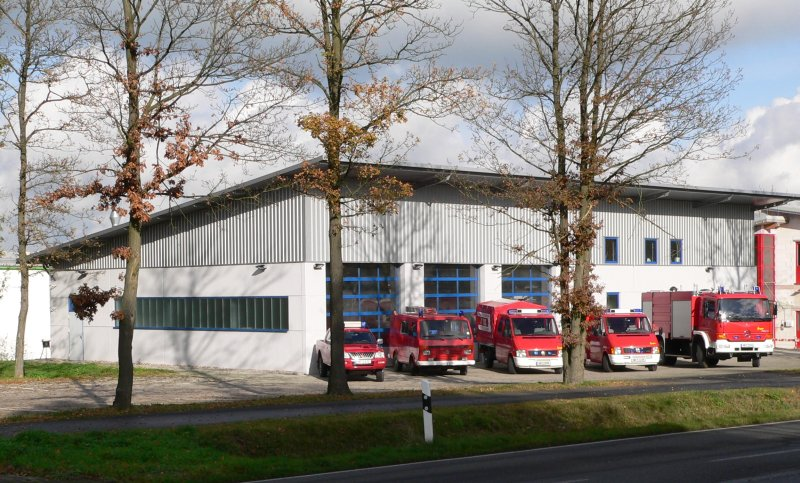
Das Feuerwehrhaus in Vettelschoß

- Das Gemeindebüro mit Ratssaal im Erlenweg 3 ist Sitz der Ortsgemeinde.
- Im Bildungsbereich verfügt Vettelschoß sowohl über eine Grundschule als auch über  einen Kindergarten und eine Kindertagesstätte.
- Das gemeindeeigene Vereinshaus Willscheider Berg liegt nahe dem Kratersee und kann wie das Gemeindehaus Kalenborn für Veranstaltungen aller Art angemietet werden.
- Die am 1. Mai 1899 gegründete Freiwillige Feuerwehr besteht aus etwa 30 Mitgliedern und hat 2002 ein neues Feuerwehrhaus bezogen.[20]

### Verkehr
Westlich der Gemeinde verläuft die Bundesstraße 42, die von Koblenz nach Bonn führt. Die nächsten Autobahnanschlussstellen sind Bad Honnef/Linz am Rhein und Neustadt/Wied an der Bundesautobahn 3.
1912 wurde die Kasbachtalbahn von Linz nach Flammersfeld eröffnet, die zwei Bahnhöfe im Gebiet der Gemeinde hatte (Kalenborn und Vettelschoß). Heute existiert nur noch das Teilstück zwischen Linz und Kalenborn, auf dem touristischer Verkehr stattfindet.

## Persönlichkeiten
- Egidius Schneider (1893–1958), Sozialreferent und Erwachsenenbildner, geboren in Vettelschoß
- Astrid van Nahl (* 1951), deutsche skandinavistische Mediävistin, Publizistin und Übersetzerin, lebt seit Längerem in Vettelschoß